# Quinto Vitellio
Quinto Vitellio (Nuceria Alfaterna, I secolo – I secolo) è stato un politico e senatore romano.

## Vita
Originario della città di Nuceria Alfaterna, fu uno dei figli di Publio Vitellio il Vecchio. 
Fu allontanato dal senato durante la "pulizia" di senatori operata da Tiberio, che fece allontanare dal senato o lasciò che se ne andassero spontaneamente coloro che avevano dissipato il proprio patrimonio a causa del vizio.
Ebbe tre fratelli. 
- Aulo Vitellio, consul suffectus nel luglio del 32.
- Publio Vitellio il Giovane.
- Lucio Vitellio il Vecchio, che divenne governatore della Siria e padre dell'imperatore Aulo Vitellio.